# Fregata andrewsi
El rabihorcado de la Christmas (Fregata andrewsi) es una especie de ave suliforme de la familia Fregatidae endémica de la isla de Navidad.

## Descripción
Es un ave grande, mide entre 90 y 100 cm. Plumaje negro, con el vientre blanco y una banda blanca en la parte de arriba del ala. Tiene la cola característica de los rabihorcados, fuertemente bifurcada. El macho tiene un buche rojo que hincha en el cortejo, también tiene un pico curvo y de color gris oscuro. La hembra se diferencia de él, en que además del vientre, su garganta y vientre también son blancos; su pico es de color rosa; y tiene rojo alrededor del ojo.
Es similar al rabihorcado grande (Fregata minor) y al rabihorcado chico (Fregata ariel), de los que difiere en que en F. minor sus partes inferiores son negras en los machos, y solo el pecho blanco en las hembras; y F. ariel es más pequeño y tiene el vientre negro.

## Estado de conservación
Únicamente cría en la isla de Navidad, aunque se alimenta en ocasiones en los mares del archipiélago malayo. La población se estima entre 2400 y 4800 ejemplares, con unas 1100 parejas reproductoras.
La principal razón de su declive y una de sus mayores amenazas para su conservación, es la destrucción de su hábitat causada por la minería (fosfatos). Otra posible amenaza para la especie, es la hormiga introducida Anoplolepis gracilipes que se ha extendido por buena parte de la isla, y que ha depredado de forma severa sobre las poblaciones de cangrejo de la isla de Navidad (Gecarcoidea natalis), aunque de momento parece que las colonias de rabihorcado no se han visto afectadas negativamente. Su reducida población y área de distribución la hacen vulnerable a los fenómenos estocásticos, como los ciclones.